# Єрьомін Борис Дмитрович
Борис Дмитрович Єрьомін (4 липня 1915, м. Ростов (тепер Ярославської області, РФ)  — 27 червня 1941, Іваничі, Волинська область) — радянський військовий, учасник німецько-радянської війни, Герой Радянського Союзу, лейтенант. За радянським міфом «повторив подвиг Гастелло», здійснивши наземний таран  колони німецької техніки, що в дійсності є малоймовірним.

## Біографія
По закінченню школи фабрично-заводського навчання працював сортувальником.
У 1934 році був призваний на службу до Робітничо-Селянської Червоної Армії. Навчався у Костромському училищі зв'язку, потім в Московському училищі імені ВЦВК. У 1938 році закінчив Харківське військове авіаційне училище льотчиків-спостерігачів. Воював у радянсько-фінській війні. З першого дня німецько-радянської війни воював на її фронтах, здійснив кілька бойових вильотів у складі екіпажу літака ДБ-3ф (Іл-4) під командуванням лейтенанта Дмитра Тарасова, був штурманом 21-го далекобомбардувального авіаційного полку 22 авіаційної дивізії 4 авіаційного корпусу далекобомбардувальної авіації, що базувався на аеродромі Саки (Крим).
Відповідно до радянської історіографії, 27 червня 1941 року 21 авіаполк отримав завдання зупинити колону німецьких танків. Бомбардувальники атакували колону німецьких танків, що рухалася по шосе Люблін-Львів і змусили її сповільнитися. Під час другого заходу бомбардувальник був атакований німецькими винищувачами. Літак загорівся, і всі спроби загасити полум'я в повітрі виявилися невдалими. Тоді Тарасов вирішив іти на таран німецької колони. Бомбардувальник, який вибухнув при падінні, знищив кілька танків і автомашин противника. Тарасов та стрілець-радист Капустін загинули. Борис Єрьомін та стрілець-радист молодший сержант Ковальський вистрибнули з парашутом. Ковальському нібито вдалося переховатися у селі Іваничі. За деякими джерелами, його переховували місцеві мешканці. За іншим джерелом, кілька днів переховувався у місцевих жителів, після чого потрапив у полон, звідки неодноразово намагався утекти.
Борис Єрьомін одразу ж після приземлення був оточений німецькими солдатами, нібито відстрілювався з пістолета та вбив 4-х солдат, був поранений, захоплений у полон та страчений через відрубання голови.
Звання Героя Радянського Союзу присвоєно посмертно 20 червня 1942 року «за самовіддану мужність і героїзм, проявлені при виконанні бойового завдання».

### Сучасні дослідження місця події.
Істину було встановлено у 2020 році, коли учасниками ГО «Пошук літаків в Україні» [Архівовано 6 березня 2021 у Wayback Machine.] було знайдено точне місце падіння і уламки літака, які зараз знаходяться в Музеї загиблих літаків в Хоросно. Підбитий літак, керований Тарасовим, впав у болото поруч з селом у відстані біля 300—400 метрів від дороги. За опитуваннями місцевих жителів літак впав у болото і вибухнув, а жодного уламку від автотехніки чи танку у даному місці не знайдено, при цьому деталі знайдені на місці падіння мають збережений стан, що малоймовірно при тарані.
Похований в братській могилі разом з Тарасовим у селищі Іваничі Волинської області.
Аргументи на користь сумнівності факту тарану:
1. Характер уламків літака, що були знайдені на місці події ГО «Пошук літаків в Україні», не відповідає версії наземного (вогняного) тарану, при якому вибухає літак із рештками палива та авіабомбами . На уламках збереглася фарба, розмір деяких з них перевищує 1 м.
2. Болотистий характер місцевості, де було знайдено рештки літака, ставить під сумнів можливість проходження у цьому місці колони бронетехніки. При цьому поруч, на відстані 300 м проходить дорога.
3. У радіусі 200 м відсутні інші металеві деталі, окрім уламків літака (рештки уражених автомобілів та танків).
4. також є покази свідка тих часів, описано в книжці про історію села Древині, де впав літак. Михайло Дияковський бачив все, сховавшись за очеретом. З його слів літак впав біля панського ставка (на карті видно цю місцевість як прямокутник), німці що були поряд прибігли дивитись. В одного з пілотів було відірвану голову, німці приклали голову до тулуба, закрили очі і прикрили хусткою.
5. зі слів сучасних мешканців — цю історію про справжні події всі знали, але була заборона в радянські часи згадувати іншу версію, що літак просто впав. Є декілька сучасних свідчень, що з літака після падіння було знято озброєння, також планшет з документами та зброю одного з пілотів забрано німцями.
6. Відсутність згадування про таран у офіційних документах, зокрема у нагородному листі Єрьоміна, що подавався до звання Героя Радянського Союзу рік потому після дати події[7].
7. Молодший сержант Ковальський С. І. насправді не переховувався у місцевих мешканців (як це описано у ряді радянських наративних джерел), а у той самий день, 27.06.41 потрапив у полон, де знаходився до 26.06.1945[8]. Під час знаходження у полоні був представлений і 20.06.1942 нарогоджений орденом Червоного Прапора.

Крім цього, у цьому ж бою 27.06.41 було збито ще як мінімум два літаки Іл-4. При цьому штурман одного з них, начальник зв'язку ескадрильї лейтенант Пахомов П. А. також потрапив у полон.
Таким чином, має місце міф радянської пропаганди щодо факту наземного тарану колони бронетехніки, який заперечується дослідженням місця падіння літаків, його решток та архівних документів, що однак не применшує героїзму та подвигу радянських льотчиків, що загинули у повітряному бою. Також необхідно відмітити невластивий для бомбардувальників далекої дії характер бойового завдання по бомбардуванню рухомої наземної цілі (колона бронетехніки) без прикриття винищувачами.

## Нагороди, звання
- Медаль «Золота Зірка»;
- Орден Леніна;
- Герой Радянського Союзу.